# Супрунов В'ячеслав Іванович
Супрунов В'ячеслав Іванович (8 грудня 1943, — 7 квітня 1995) — український актор, заслужений артист України, актор Черкаського драматичного театру ім. Шевченка.

## Біографія
В'ячеслав Іванович Супрунов народився 8 грудня 1943 року в селі Сигнаївка Шполянського району Черкаської області.
Після закінчення Сигнаївської середньої школи та служби у лавах Радянської Армії пройшов акторську школу майстерності у провідних діячів театрального мистецтва Києва — В. Неллі, Ю. Матути та ін.
Був актором Черкаського обласного театру. Основні ролі різнопланові, широкого акторського діапазону, героїчні, класичні, сучасні.
Помер 7 квітня 1995 року, похований в селі, де народився.

## Ролі
- В. І. Ленін у п'єсі М. Шатрова «Сині коні на червоній траві»,
- Гнат у «Назарі Стодолі» Т. Г. Шевченка,
- Язов у старогрецькій п'єсі «Медея» та ін.